# Bolígraf de gel

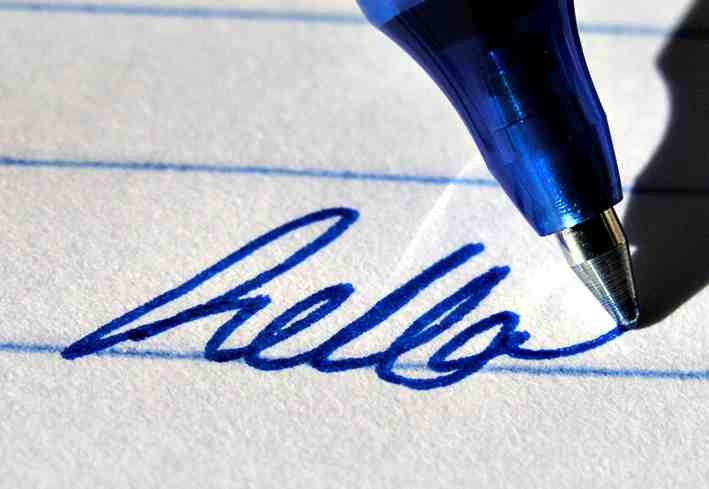
La punta dun bolígraf de gel.

Un bolígraf de gel és un instrument d'escriptura que utilitza tinta en què el pigment se suspèn en un gel a base d'aigua. Com que la tinta és espessa i opaca, es mostra més clarament en superfícies relliscoses que les tintes típiques utilitzades en bolígrafs o retoladors. Els bolígrafs de gel es poden fer servir per a molts tipus d'escriptura i il·lustració.
El disseny general d'un bolígraf de gel és similar al d'un bolígraf de tinta normal, amb un cilindre que conté el mecanisme d'escriptura i una tapa, i un dipòsit ple de tinta. Al final del tub de tinta hi ha un "seguidor" de tinta, fet d'un material gelificat més viscós que sol ser translúcid i segueix la tinta a base d'aigua. El seguidor evita principalment les fugides i el reflux de la tinta. Els barrils es poden crear en moltes mides i dissenys diferents; alguns tenen agafades per als dits de goma o plàstic. La mida de la ploma o punta del bolígraf oscil·la entre 0.18 mil·limetres (0.0071 in) a 1.5 mil·limetres (0.059 in) .

## Tinta de gel

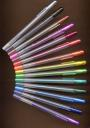
bolígrafs de gel

En comparació amb altres tintes, la tinta en gel té una viscositat de punt de fusió més alta, cosa que admet una proporció més alta de pigments al medi. Els pigments solen ser ftalocianina de coure, negre de fum i òxids de ferro, i el gel està format per aigua i biopolímers, com goma xantana i goma empassant, així com alguns tipus d'espessidors de poliacrilat . Els pigments són opacs i els bolígrafs de gel estan disponibles en diversos colors brillants i pastís, així com en colors opalescents, metàl·lics i brillants que apareixen clarament en paper fosc. Moltes tintes de gel són resistents a l'aigua i no s'eliminen amb aigua un cop s'ha assecat la tinta. La tinta en gel resistent al frau no es veu afectada per dissolvents com l'acetona i resisteix el rentat de xecs.
La tinta en gel resisteix un mètode analític comunament utilitzat per avaluar l'edat potencial de la tinta amb fins forenses. El Servei Secret dels Estats Units ha mantingut la Biblioteca Internacional de Tintes durant moltes dècades. Com que els fabricants canvien lleugerament les fórmules de tinta d'un any a un altre, es pot utilitzar la cromatografia de capa fina (TLC) a la tinta dels bolígrafs tradicionals per rastrejar el fabricant i la data de fabricació de la majoria de les tintes . Els pigments de la tinta de gel no es dissolen i, per tant, no es poden analitzar amb TLC.

## Història
Els primers bolígrafs de gel van ser produïts per Sakura Color Products d'Osaka, Japó. El primer bolígraf de gel que es va llançar comercialment va ser el Ball sign 280, venut per Sakura Color Products a Japó. El seu primer producte que va estar disponible als Estats Units a finals de la dècada de 1980 va ser el Gelly Roll. Després d'això, Crayola va començar a produir bolígrafs amb cossos més gruixuts i comercialitzar-los entre els nens. Els gels d'aquests bolígrafs estaven compostos de centelleigs metàl·lics i colors fluorescents, populars entre els artistes pel seu fàcil control i capacitat de dibuix suau.
L'Oficina del Xèrif del Comtat de Door ha aconsellat al públic que escrigui xecs amb bolígrafs de gel, que són més difícils de treure que un bolígraf de tinta normal.